# Kinoteodolit
Kinoteodolit – urządzenie do automatycznego optycznego śledzenia aktywnego odcinka lotu rakiety lub ruchu sztucznego satelity, zbliżone do teodolitu.
Przyrząd śledzi lot obiektu i wykonuje jego zdjęcia w określonych odstępach czasu. Zdjęcia takie umożliwiają określenie wielu parametrów lotu rakiety.
Przykładem kinoteodolitu do śledzenia satelitów jest kamera Bakera-Nunna.